# Renard à neuf queues
Jiǔwěihú, Kumiho, Kyūbi no kitsune, Cửu vĩ hồ
Pour les articles homonymes, voir Kitsune (homonymie).
Cet article parle d’une espèce d’esprit-renard en particulier, pour l’esprit-renard en tant que créature légendaire en génénral, voir Esprit-renard. Pour voir le renard dans la culture japonaise, voir Renard dans la culture japonaise.
Œuvres principales
- L'Investiture des dieux
- Shnmeikagami
- Lĩnh Nam chích

Le renard à neuf queues est une créature légendaire provenant de la mythologie, la littérature et au folklore de la sphère culturelle d'Asie de l’Est.
Originaire de Chine où il est nommé jiǔwěihú (九尾狐), il s’est répandu dans d’autres contrées, notamment en Corée où il est appelé kumiho (구미호 ou 九尾狐), au Viêt Nam sous le nom de cửu vĩ hồ (九尾狐), mais surtout au Japon sous le nom de kyūbi no kitsune (九尾の狐).
Le renard à neuf queues est une bête sauvage rare et puissante, ou un esprit-renard doté de grands pouvoirs magiques acquis après plusieurs centaines d’années de vie, caractérisé par ses neufs queues.
Très présent dans la littérature et le folklore depuis des siècles, c’est par l’intermédiaire de la culture populaire japonaise notamment, que le renard à neuf queues est devenu un symbole de la fantasy asiatique dans le monde, où il est désigné sous le nom de kyubi ou plus improprement, sous celui de « kitsune ».

## Généralités
Le renard à neuf queues, comme son nom l’indique, est un animal, généralement un renard roux, possédant neuf appendices caudaux. Selon les versions, ils possèdent d’autres particularités les différenciant des autres renards : Comme une taille plus grande, une fourrure d’une couleur différentes, dorée ou blanche, une plus grande intelligence, des pouvoirs magiques comme la maîtrise des éléments naturels ou encore la métamorphose. Dans le folklore des pays d’Asie de l’Est, les renards en général, sont des animaux pouvant être dotés de pouvoirs spéciaux. Pour tromper les hommes, ils prennent généralement l’apparence d’une ravissante jeune femme. Toutefois, ils restent généralement très vulnérables face aux chiens et aux loups qu’ils fuient comme la peste.
Parmi les différentes formes que peuvent prendre les esprits-renards dans le folklore asiatique, les renards à neuf queues prennent une place particulière. Il s’agissait des premiers « esprits-renards » à apparaître dans la littérature, et celle la plus transmises dans les différentes contrées de l’Asie jusque dans le folklore européen.
Dans un premier temps, les renards à neuf queues étaient plutôt décrits comme de simples bêtes sauvages avec des facultés spéciales. Dans des récits postérieurs, les renards à neuf queues sont souvent le résultat d’un long entraînement suivi par des esprits-renards de formes intermédiaires : au cours des siècles qui passent, de nouvelles queues apparaissent, de nouveaux pouvoirs s’additionnent, et au bout d’un millénaire de vie, l’esprit-renard devient alors un renard à neuf queues, dotés de pouvoirs supérieurs. Ils peuvent donc prendre des formes immatérielles et s’incruster dans le subconscient des hommes et manipuler leurs décisions. Ce ne sont plus seulement de simples fripons, mais aussi de véritables esprits calamiteux dotés causant beaucoup de bouleversements autour d’eux au point de changer le destin de régions, voire de pays entier. Dans certains récits, il est question de renards à neuf queues bienveillants, mis au rang de divinités.

## Renards à neuf queues par aires culturelles

### En Chine

Illustration du lóng zhi dans l’encyclopédie impériale.

C’est de cette partie du monde que viendraient les premiers récits relatant l’existence de renards à neuf queues. Dans le Shanhajing (山海經), un recueil de données géographiques et de légendes de l’Antiquité chinoise composé entre les royaumes combattants et les Hans, il est fait mention de créatures terrifiantes dotées de neufs queues, qui dévoraient les hommes. Ce récit mentionne le premier renard à neuf queues de l’histoire du folklore asiatique, mais également l’existence d’un autre renard à neuf queues doté de neuf têtes et de griffes de tigre, désigné sous le nom de lóng zhi (蠪姪). Les premiers textes mentionnaient ce monstre comme attirant les hommes avec un cri semblable aux pleurs d'un bébé ,.
Dans ces récits, le renard à neuf queues sera avant tout vu comme un animal sauvage. Une créature fabuleuse dont le simple fait de la voir assurerait la prospérité, notamment dans des documents ultérieurs comme le Baihutong (白虎通), mentionne les renards à neuf queues comme des créatures sacrées apparaissant pendant l’ère de la paix.
Ce n’est qu’à partir de la dynastie Han, que se développera l’idée de transformations interspécifique d’animaux à humains, généralement par l’âge. Grâce à ce processus, le renard à neuf queues n'est plus simplement une bête mais une créature interagissant avec les hommes. C’est dans ce contexte qu’au cours de la même période, les récits de créatures que l’on pourrait appeler femmes-renardes, ont commencé à apparaître et à se répéter au cours de l’histoire : 
Au cours de la période des Han postérieur, dans le Wúyuè Chūnqiū (吳越春秋), Zhao ye raconte que la femme, originaire du clan Tu Shan (塗山), duquel le roi Yū le grand (大禹) était tombé amoureux, était en fait une renarde à neuf queues au pelage blanc. Ce clan, portant le même nom que la montagne dont ils étaient issus, était réputé pour entretenir un culte du renard. Toutefois, il s’agit d’une version postérieure à l’époque du règne du roi Yū. Une version plus contemporaine raconte que c’est parce qu’il a vu une renarde à neuf queues au pelage blanc, lors d’une partie de chasse, qu’il s’est décidé à épouser sa femme.
Cependant, les renards à neuf queues, avaient également la réputation de créatures démoniaques dont l’influence et les pouvoirs pouvaient causer des bouleversements majeurs. Le pire d’entre eux était Daji (妲己), dépeinte dans le roman écrit durant la dynastie Ming, L'Investiture des dieux (Fēngshén yǎnyì). Il s’agissait de la fille d'un général, fort belle, qui a été mariée de force au cruel tyran Zhou Xin (纣辛).
L’esprit d’un renard à neuf queues qui a été au service de la déesse Nüwa, que Zhou Xin avait offensée, prend possession du corps de l’épouse, en expulsant l'âme véritable de Daji. Avec son nouveau mari l'esprit, sous les traits de Daji, imagine toutes les cruautés possibles et invente de nombreuses façons de torturer ses ennemis ou adversaires politiques, par exemple, forcer les fonctionnaires intègres à saisir des piliers métalliques portés au rouge. De telles cruautés conduisent à la révolte de nombreuses personnes, y compris d’anciens généraux de Zhou Xin eux-mêmes, révoltés qui ont lutté contre la dynastie Shang, celle de Zhou Xin. Finalement, le roi Wen de Zhou, un des vassaux de Shang, fonde une nouvelle dynastie nommée d'après son pays. L'esprit du renard qui se trouvait dans le corps de Daji est chassé par la suite par Jiang Ziya (姜子牙), le premier chef de gouvernement  de la dynastie Zhou, et son esprit condamné par Nüwa elle-même pour son excessive cruauté.
Les renards à neuf queues étaient présents dans de nombreux recueils de chroniques comme dans le dix-huitième volume du Soushen-ji (搜神記) écrit par Gan Bao (干寶) pendant la période des Jin orientaux (317-420 après J.-C.) mentionnant entre autres un individu devenu si puissant qu’il ne craignait plus les chiens mais était vulnérable à la lumière d’un vieil arbre millénaire, où encore l’histoire d’un soldat trompé par une femme-renarde nommée A-zi (阿紫).
Ces histoires de renards à neuf queues ont continué à être transmises plusieurs siècles plus tard, notamment dans des recueils de nouvelles fantastiques comme le Liaozhai zhiyi (聊齋誌異) écrit par Pu Songling (蒲松龄) sous la dynastie Qing, avec un total de 63 histoires liées aux renards parmi les 445 histoires qui composent le recueil.
C’est notamment à travers ces recueils, que les récits relatifs aux renards à neuf queues se sont propagés dans différents pays d’Asie comme en Corée, au Japon, mais aussi en Europe, où ils sont devenus un temps, à la mode, là où ces histoires ont commencé à devenir moins populaires en Chine.

### En Corée

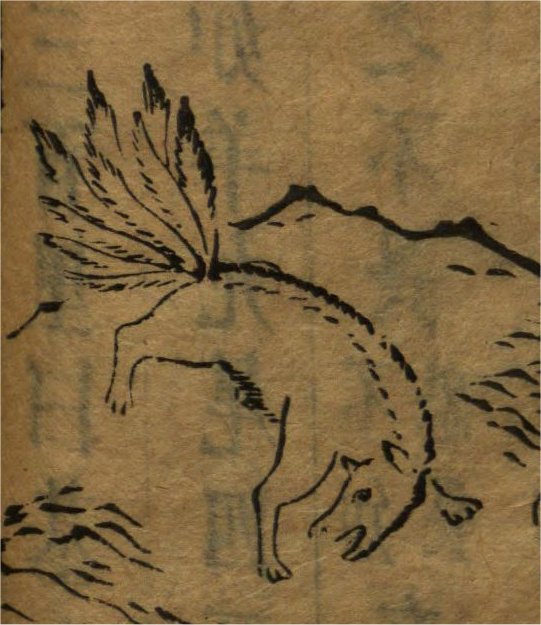
Illustration d’un renard à neuf queues dans les collines vertes du cheonggu dans une édition de 1628 du Shanhaijing.

En Corée, le renard à neuf queues est désigné sous le nom de kumiho ou gumiho (구미호, hanja : 九尾狐), où il joue un rôle bien plus important que les autres espèces d’esprit-renards qu’en Chine ou au Japon. La plupart des récits d’esprits-renards sont en fait des récits relatant les histoires de kumiho.
Dans les premières mentions du renard à neuf queues de l’histoire dans le recueil chinois Shanhaijing, il est dit que ces créatures habitaient la péninsule coréenne, autrefois appelée sous le nom de quingqi (靑丘) en chinois et cheonggu en coréen, durant la période des trois royaumes, puis à Gojoseon un peu plus au Nord durant le premier millénaire,,.
Tout comme les autres renards à neuf queues présents dans les autres contrées, les kumiho sont réputés pour leur capacité de métamorphose en êtres humains. Ils sont plus ou moins habiles à la transformation selon les versions, et toujours aussi vulnérables à l’odorat des chiens.
Contrairement aux esprits-renards chinois et japonais, ces renards à neuf queues sont souvent décrits et considérés comme des esprits maléfiques ayant une appétence insatiable pour la chair humaine, exhumant des tombes au cœur de la nuit à la recherche d’organes des défunts. Ils utilisent leurs facultés de transformation pour s’infiltrer dans les sociétés humaines. Dans le conte Les sœurs renardes, des renardes à neuf queues s’attaquent à tous les membres d’une famille pour s’emparer de leur foie. Certaines légendes racontent cependant, que si un kumiho s'abstient de tuer ou de manger des humains pendant un millier de jours ou bien s’entraîner à regarder la lune tous les mois durant une certaine période de temps, il peut alors transcender son état bestial prompt au mal, pour espérer devenir humain.
En Corée, les esprits-renards et notamment les renards à neufs queues, sont également caractérisés par la possession d’une perle de pouvoir et de connaissance contenue dans leur estomac, appelée yeowu guseul (여우구슬) « la perle du renard ». Il est dit que ceux qui absorbent cette perle par ingestion, gagnent en intelligence et en connaissances du monde terrestre, mais se font en contrepartie, absorber leur énergie vitale par la créature.
Certains auteurs et folkloristes attribuent cette image négative du renard à neuf queues aux différentes interactions avec le Japon. Mais cette idée ne fait pas l’unanimité, les récits de bons et de mauvais renards auraient pu coexister durant l’ancienne Corée sous la dynastie Goryeo, entre autres.

### Au Japon

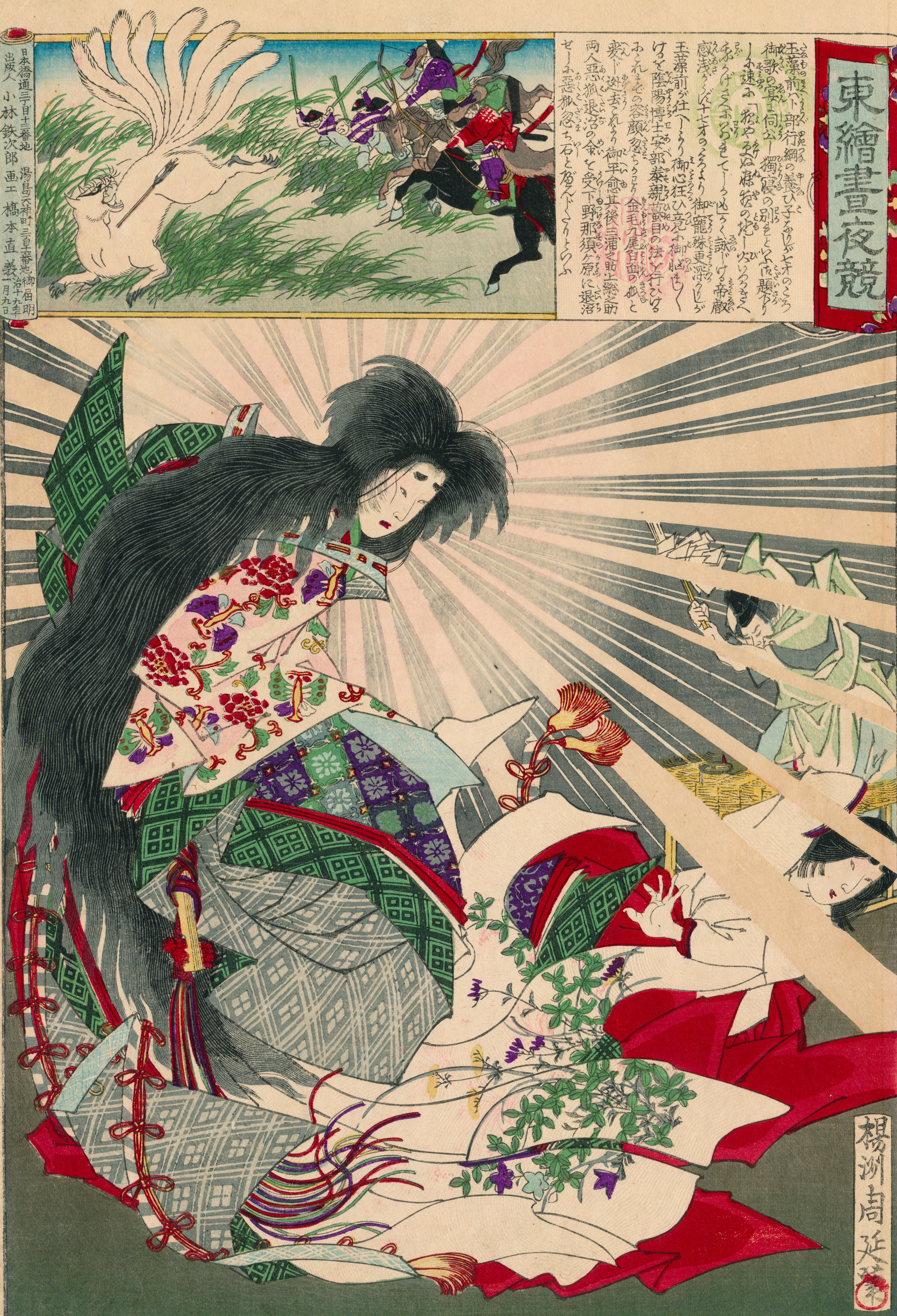
Estampe de Chikanobu illustrant la traque de la renarde à neuf queues Tamamo-no-Mae

Appelé sous le nom de kyūbi no kitsune (九尾狐), kyūbiko (九尾狐), kyūbiyōko (九尾妖狐), ou encore kyūbikori (九尾狐狸), mais plus simplement prononcé kyūbi (九尾), le renard tient une place particulière dans le folklore : le renard à neuf queues japonais ne diffère pas énormément de ses homologues chinois. Il est considéré comme le yōkai le plus puissant et dangereux du Japon.
Dans un texte du Engishiki (延喜式), un recueil de lois datant de 927, issu du département des cérémonies, le renard à neuf queues est alors décrit comme une « bête divine dont la fourrure serait de couleur rouge ou parfois blanche et dont le cri serait semblable à celui d'un nourrisson ». Associé aux zenko, renards messagers de la déesse Inari, ce renard serait considéré comme la quintessence du statut divin de l’animal.
Cependant, il a également très tôt été associé à des récits d’esprits-renards maléfiques prenant l’apparence de femme pour tromper les hommes, par l’intermédiaire des récits locaux, mais également en provenance de Chine.
Depuis la fin de la période Heian, les chroniqueurs parlent dans des recueils comme le Shnmeikagami (神明鏡), de Tamamo-no-Mae (玉藻前), la favorite de l’empereur retiré Toba Tennō (鳥羽天皇), comme d’un esprit-renard démoniaque, ayant pris forme humaine pour se dissimuler et maudire des membres de la famille impériale. Le récit connaîtra plusieurs versions au cours de l’histoire : Dans le Tamamonomogatari 玉藻物語), elle est décrite comme une renarde à deux queues grande de sept shaku (environ 2,1 mètres). La version du renard à neuf queues apparaîtra au cours de la période Édo, par l’influence du récit Chinois de Daji. Cette nouvelle version eut un impact considérable auprès de la population et le renard à neuf queues aurait alors été considéré à ce titre, comme le yōkai le plus dangereux du Japon dont les méfaits seraient d’ampleur internationale, tirant leur origine aux confins de l’Inde. Néanmoins, la plupart des récits de renards à neuf queues, impliquent plus ou moins souvent le personnage de Tamamo-no-Mae, ce qui fait que les légendes japonaises impliquant la créature en elle-même, étaient en réalité, plutôt marginales. Il n'y a pas non plus de récits majeurs impliquant des bake-danukis et des renards à neufs queues, les deux animaux sont pourtant des rivaux récurrents dans le folklore.
Certains récits relatifs à Tamamo-no-mae ou d'autres renards à neufs queues racontent, que lorsqu'un de ces renards venait à mourir, il lâcherait de part et d'autre, ses différentes queues, qui prennent alors vie sous la formes de petites créatures appelées osaki.
D’autres auteurs voudront réhabiliter l’image du renard à neuf queues telle que décrit dans le Engishiki, comme l’écrivain de livres populaires Kyokutei Bakin (曲亭馬琴), qui, dans son roman Nansō Satomi Hakkenden (南総里見八犬伝), décrit le renard à neuf queues comme une créature bienveillante et originellement des bêtes sacrées. Cette perspective a été reprise par d’autres érudits et écrivains, qui ont souligné que les récits de renards maléfiques étaient souvent des inventions populaires et fantaisistes pour causer du tord à des personnalités plus que de raison.

### Au Viêt Nam
Au Viêt Nam, les renards à neuf queues sont dénommés Cửu vĩ hồ (九尾狐). Généralement, ce genre de renard est issu d’un esprit-renard ayant vécu plus d’un millier d’années, après avoir gagné trois queues tous les trois cents ans. Ils sont également dans ce contexte appelés sous le nom de Cửu vĩ thiên hồ (九尾天狐 ; « renard céleste à neuf queues »).
Dans un premier temps, le renard à neuf queues est mentionné comme un être malveillant. Dans un récit fondateur du Viêt Nam contenu dans le recueil Lĩnh Nam chích quái, il s’agit d’une créature qui prit forme humaine pour kidnapper et violer des jeunes filles dans la région du Hồ Tây, avant d’être tué par un ancien roi de la dynastie Hồng Bàng connu sous le nom de Lạc Long Quân,.
Un autre récit, fait état d’un renard à neuf queues dans un rôle positif. Le Đại Việt sử ký toàn thư raconte l’histoire de l'empereur Lê Thái Tổ, sur le point d’être acculé par l’armée Ming à Lam Sơn, qui fut sauvé par un renard à neuf queues qui prit les traits d’une jeune fille en robe blanche flottant dans une rivière, détournant l’attention de ses poursuivants. En signe de gratitude, il décida de lui construire une statue à son effigie sous la forme d’une créature mi-femme mi-renarde à neuf queues Hồ ly phu nhân (狐狸夫人) ou Hộ quốc phu nhân (護國夫人), qu’il désignera sous le nom de « dieu gardien du pays ». À la fin du XVIIIe siècle, le poète Phạm Đình Hổ décrit la statue dans son ouvrage Vũ Trung tùy bút comme suit : « ...Cette statue a une tête humaine et le corps d'un esprit-renard, une très belle figure, la forme d'une jeune fille, les cheveux attachés en chignon et avec une broche. »
Dans certaines parties du centre et du sud du Vietnam, dans la localité de Đà Nẵng, dans la province de Khánh Hòa, le renard à neuf queues, nommé Hồ Ly Cửu Vỹ tiên nương (狐狸九尾仙娘 ; « renard céleste protecteur à neuf queues »), fait l’objet d’un culte où il est vénéré aux côtés d’une créature sœur, sous les traits d’un "oiseau ébouriffé", connu sous le nom de Phấn Nhĩ Quỷ Vương tiên nương (奮茸鬼王仙娘). Par le passé, ces deux bêtes divines auraient, sous l’apparence de deux belles jeunes femmes, débarrassés les alentours du village de Xuân Thiều, des miasmes, des forêts denses et des bêtes sauvages. Un temple a été érigé par les habitants en signe de gratitude.

### Dans les aires culturelles hors d'Asie
L’image du renard à neuf queues par les Européens n’est pas une chose récente et la connaissance de cette créature folklorique pourrait remonter aux différentes expéditions vers l’Asie qui se sont déroulées au cours du XVIIIe siècle.
Dans le conte des frères Grimm titré Les Noces de dame Renard (en), un vieux renard à neuf queues, suspicieux de l’infidélité de sa femme à cause de son grand âge, se fait passer pour mort. Cette dernière, une fois veuve, rencontre de nouveaux prétendants renards. Souhaitant un prétendant doté de neuf belles queues, elle les repousse les uns après les autres, montrant chacune une nouvelle queue par prétendant se présentant au pas de sa porte. Jusqu’à finalement accepter le dernier prétendant renard, doté de neuf queues, qui était en fait son mari soulagé de ne pas s'être fait tromper.

## Le renard à neuf queues dans la culture contemporaine
Si les renards à neuf queues étaient déjà connus des occidentaux par l'intermédiaire de la littérature chinoise depuis longtemps. Il a été popularisé auprès du grand public par la culture populaire japonaise, notamment par l’intermédiaire du pokémon feunard dans la franchise cross-média éponyme ,, ou par la figure du personnage de kurama, dans le manga Naruto.
En dehors de la culture Japonaise, le renard à neuf queues a notamment été popularisée par l'intermédiaire des intrigues romantiques coréennes, notamment par l'intermédiaire des webtoon ou au travers de dramas coréens, avec des titres comme My girlfriend is a gumiho.